# A-ha
a-ha és un grup musical noruec de pop rock i new wave molt popular durant la dècada dels 80, però que ha continuat tenint èxit durant els anys 90 i 2000. És un trio format per el vocalista Morten Harket, el guitarrista Paul Waaktaar-Savoy (Pål Waaktaar fins que es va casar el 1994) i als teclats Magne Furuholmen. Waaktaar va compondre entre d'altres les cançons «The Sun Always Shines on T.V.», «Hunting High and Low», «Take on Me» i «Summer Moved On».
El grup se'n va anar de Noruega cap a Anglaterra devers l'any 1982 per raons comercials. John Ratcliff en va ser productor i mànager. L'origen del nom a-ha prové del títol d'una de les primeres cançons, «Nothing To It».

## Història
Quan els a-ha se'n van anar de Noruega per Anglaterra a gravar, i el 1984 van llençar «Take On Me». Originalment la cançó tenia com a títol «Lesson One». Aquesta primera versió de la cançó no va ser popular i el vídeocip no va sortir mai, de manera que només se'n van vendre tres-cents còpies.
Una nova versió de «Take On Me» va sortir el 1985 i va captivar tot el món. La cançó i el vídeo dirigit per Steve Barrons ambdós van tenir molt èxit. El vídeo mesclava seqüències reals amb seqüències animades d'estil còmic. El 2019, vint-i-cinc anys després el senzill i el vídeo queden uns dels mes populars de la dècada dels anys 1980. El vídeo va obtenir sis premis MTV el 1986 i del senzill se'n van vendre més de vuit milions de còpies.

### Els començaments de l'èxit: «Hunting High and Low»

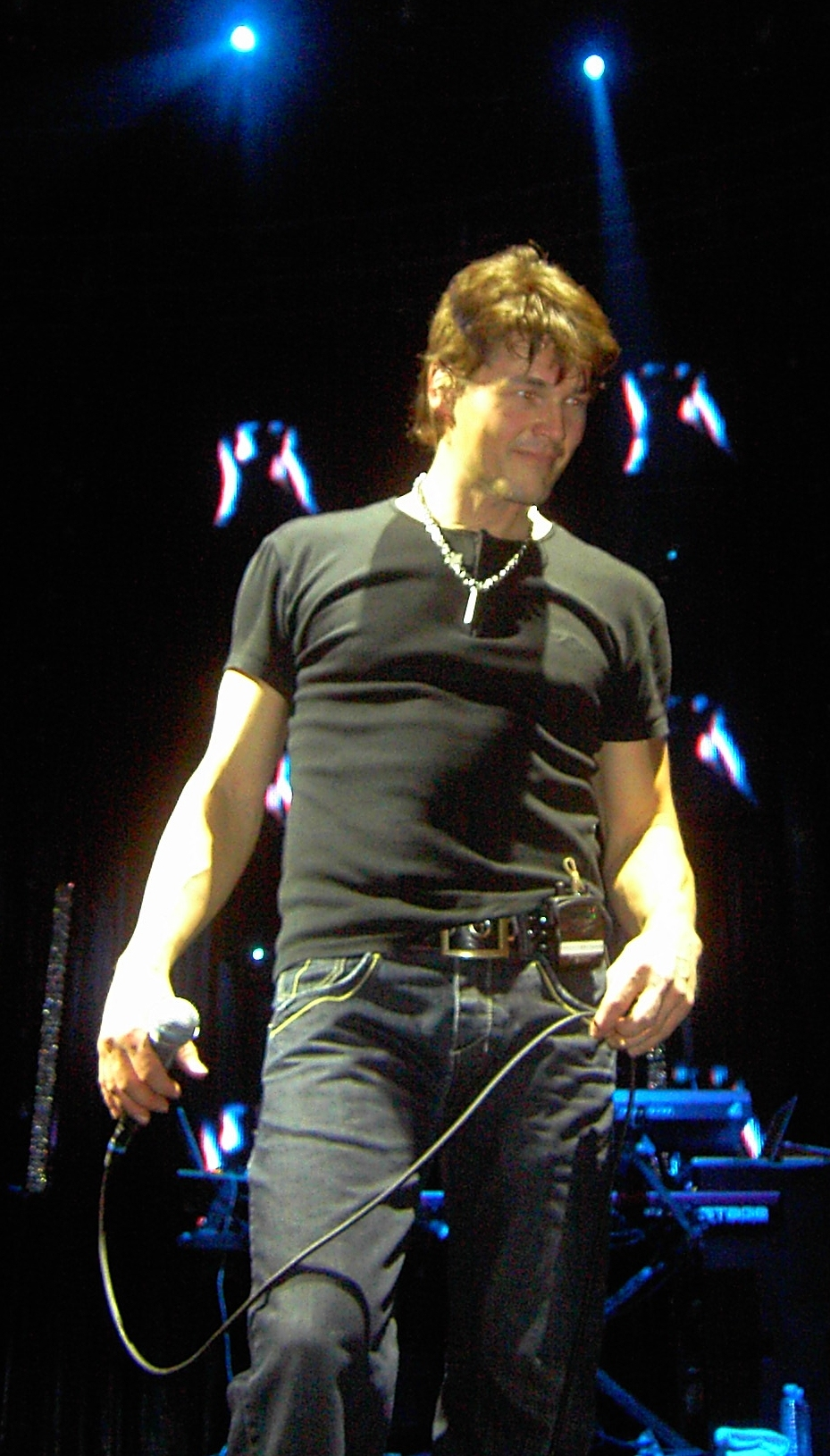
Morten Harket en un concert del grup a-ha a Colònia

L'àlbum de debut, Hunting High And Low, va ser també el seu més gran èxit, car cap altre dels seus discos posteriors no ha obtingut les xifres de venda-. Inclou cançons com «Take On Me», «The Sun Always Shines On T.V.», «Train Of Thought» i «Hunting High And Low» entre d'altres. La BBC va considerar que «Hunting High…» no adeia amb la situació política i no la va emetre durant la Guerra del Golf (1990-1991).

### We want the world and we want it now
La primera gira dels a-ha va tenir lloc un any després del llançament del primer àlbum. Van publicar un àlbum nou, Scoundrel Days, un èxit, nogensmenys sense superar les del primer àlbum. Inclou cançons com ara «I've Been Losing You», «Cry Wolf» o «Manhattan Skyline».
El 1987, John Barry el compositor principal de les cançons dels films de James Bond es va unir amb Pål Waaktaar per compondre la banda sonora de la pel·lícula de James Bond The Living Daylights (doblada al català com a Alta tensió).
El 1988 enregistren Stay On These Roads, que inclou deu cançons, entre d'altres, la balada «Stay On These Roads» i cançons més ballables com «The Blood That Moves The Body», «Touchy!», «You Are The One» i una versió de la cançó «The Living Daylights». Aleshores el grup oscil·lava entre l'ambició d'esdevenir cantautors compromesos i la imatge de poster boys per al mercat adolescent que és el que la discografia Warner Records volia. Van prendre una pausa d'un any. El 1990 surt East Of The Sun, West Of The Moon, amb cançons com «Early Morning» o «I Call Your Name» i la cançó de més èxit de l'àlbum: una versió pròpia del clàssic de The Everly Brothers «Crying In The Rain». Un àlbum «adult» amb el qual volien acomiadar-se de llur imatge de boy band el que va passar, però aquest nova línia no va pujar alt en les llistes. Després de cinc àlbums d'estudi a-ha el 1991 va llançar Headlines And Deadlines, un recopilatori de quinze grans èxits i un nou single «Move To Memphis».

### La decadència
Després de pasar per una etapa de gran èxit, a-ha va tenir unes vendes molt minses amb l'àlbum Memorial Beach del 1993. Hi ha hagut conflictes personals i creatius i el grup va decaure. Després de tocar un últim concert a Sant Petersburg i de gravar la cançó «Shapes That Go Together» pels jocs paralímpics de Lillehammer el 1994, els membres del grup van encetar carreres per separat.

### Set anys separats
Durant els set anys separats, Morten Harket va gravar tres àlbums: dos en noruec i Wild Seed el 1995 en anglès. A més a més de col·laborar amb altres artistes i en projectes ambientals, el més important per ell va ser la lluita per la llibertat i la independència de Timor Oriental, ocupada per Indonèsia, i que va aconseguir la independència el 1999. El 1996 va ser l'encarregat de presentar el festival d'Eurovisió celebrat a Oslo, on va cantar Heaven's Not For Saints, tot i que no va representar Noruega.
Magne Furuholmen va dedicar la seva creativitat a la pintura, a l'art i a la música per a pel·lícules. Va formar el grup Timbersound amb Kjetil Bjerkestrand i Freddy Wadling. Després de tres àlbums junts van desfer el grup. Magne va treure dos àlbums com a solista, ajudat per Kjetil, que també ha col·laborat com a músic addicional a a-ha i com a productor d'algunes cançons.
Lauren Savoy, Paul Waaktaar i el bateria Frode Unneland van formar el grup Savoy que va publicar cinc àlbums que van atènyer una certa popularitat a Noruega, per sense passar les fronteres. La cançó «Whalebone» (inclosa en el seu últim àlbum) que és el single de la pel·lícula noruega Hawaii-Oslo.

### El retorn:Minor Earth | Major Sky
a-ha va ser invitat per participar en la cerimònia del Premi Nobel de la Pau del 1998. Allí van tocar un vell èxit i una nova cançó «Summer Moved On». El que havia de ser una trobada ocasional, va ser un retrobament. Després de l'èxit impressionant d'aquesta nova cançó i el grup va renéixer i anunciar un nou àlbum per 2000: Minor Earth, Major Sky amb tretze cançons que al Regne Unit va ser classificat com a 29è millor àlbum de l'any.
El 2001 Warner Music Vision va editar un DVD amb el concert del 24 de març del 2001 a Vallhall, Oslo titulat Live at Vallhall - Homecoming. El 2002 van editar Lifelines que va ser disc de platí a Noruega. Aquell any va començar la gira Lifelines WorldTour, la qual va passar pels Països Catalans el 4 d'octubre a la sala Razzmatazz de Barcelona. Gràcies a l'èxit de la gira van treure un àlbum en directe How Can I Sleep With Your Voice In My Head: a-ha Live el 2003. El 2 de juliol del 2005 a-ha va presentar al festival Live8 de Berlín el seu gran èxit de tota la seva història: «Take On Me». El febrer del 2005 el grup surt un nou àlbum: Analogue, del qual el song del títol va ser el primer èxit al Regne Unit després de divuit anys. El 2009 va seguir Foot of the Mountain i el 2015 Cast on Steel.

## Discografia

### Àlbums
- 1985: Hunting High and Low
- 1986: Scoundrel Days
- 1988: Stay On These Roads
- 1990: East Of The Sun, West Of The Moon
- 1993: Memorial Beach
- 2000: Minor Earth Major Sky
- 2002: Lifelines
- 2005: Analogue
- 2009: Foot of the Mountain
- 2015: Cast on Steel
- 2022: True North

### Singles
- 1984: «Take On Me»
- 1985: «Love is Reason»
- 1985: «The Sun Always Shines On T.V.»
- 1986: «Train Of Thought»
- 1986: «Hunting High And Low»
- 1986: «I've Been Losing You»
- 1986: «Cry Wolf»
- 1987: «Maybe, Maybe»
- 1987: «Manhattan Skyline»
- 1987: «The Living Daylights»
- 1988: «Stay On These Roads»
- 1988: «The Blood That Moves The Body»
- 1988: «Touchy!»
- 1988: «You Are The One»
- 1990: «Crying In The Rain»
- 1990: «I Call Your Name»
- 1991: «Early Morning»
- 1991: «Waiting For Her» (només al Japó)
- 1991: «Move To Memphis»
- 1992: «The Blood That Moves»
- 1993: «Dark Is The Night»
- 1993: «Angel»
- 1993: «Lie Down In Darkness» (només als Estats Units)
- 1994: «Shapes That Go Together» (títol oficial dels Paralímpics del 1994)
- 2000: «Summer Moved On»
- 2000: «Minor Earth